# Alexis Holmes
Pour les articles homonymes, voir Holmes.
Alexis Holmes, née le 28 janvier 2000 à Hamden (Connecticut), est une athlète afro-américaine spécialiste du sprint. Elle est championne du monde du relais 4 x 400 m mixte aux Mondiaux 2023.

## Carrière
Après avoir été diplômée de la Cheshire Academy (en), elle entre à l'université d'État de Pennsylvanie. Elle est diplômée de l'université du Kentucky en 2022.
Membre du relais 4 x 400 m mixte aux Mondiaux 2023, elle remporte la médaille d'or en battant le record du monde de la discipline en 3 min 08 s 80.
En 2024, elle devient championne olympique du 4 × 400 m, en compagnie de Shamier Little, Sydney McLaughlin-Levrone et Gabby Thomas dans le temps de 3 min 15 s 27, à 10/100es du record du monde.

## Palmarès
| Date | Compétition                    | Lieu     | Place | Course          | Temps         |
| ---- | ------------------------------ | -------- | ----- | --------------- | ------------- |
| 2023 | Championnats du monde          | Budapest | 1re   | 4 x 400 m mixte |               |
| 2024 | Championnats du monde en salle | Glasgow  | 3e    | 400 m           | 50 s 24       |
| 2024 | Championnats du monde en salle | Glasgow  | 2e    | 4 x 400 m       | 3 min 25 s 34 |
| 2024 | Relais mondiaux                | Nassau   | 1re   | 4 × 400 m       | 3 min 21 s 70 |
| 2024 | Jeux olympiques                | Paris    | 1re   | 4 × 400 m       | 3 min 15 s 27 |
| 2024 | Jeux olympiques                | Paris    | 6e    | 400 m           | 49 s 77       |
| 2025 | Championnats du monde en salle | Nankin   | 2e    | 400 m           | 50 s 63       |
| 2025 | Championnats du monde en salle | Nankin   | 1re   | 4 x 400 m       | 3 min 27 s 45 |

## Records
| Épreuve | Temps   | Lieu  | Date        |
| ------- | ------- | ----- | ----------- |
| 400 m   | 49 s 77 | Paris | 9 août 2024 |